# Megatron
Megatron è un personaggio immaginario e il principale antagonista della serie Transformers. È il tirannico fondatore e leader supremo della fazione dei Decepticon, e arcinemico di Optimus Prime. In numerosi film, serie animate e fumetti, Megatron viene distrutto per essere riformato con il nome di Galvatron, versione potenziata di sé stesso con parte dei poteri di Unicron.

## Animazione

### Transformers Generation 1

#### Transformers (serie animata) (1984-1987)
Megatron è stato forgiato nel sottosuolo roccioso di Cybertron durante il periodo dell'Età dell'Oro. I Decepticon (che erano la forza militare armata del pianeta) sognavano da tempo la distruzione, il potere e la conquista, così fecero al loro nuovo leader Megatron nuovi aggiornamenti per renderlo potentissimo, in primis l'abilità di volo. Megatron uccise il leader degli Autobot, Sentinel Prime ed iniziò la Terza Guerra Civile Cybertroniana contro i suddetti robot per poter dominare il pianeta e l'Universo. Optimus Prime prese il comando degli Autobot e combatté contro il suo nuovo acerrimo nemico per milioni di anni.
Megatron, salito a bordo della Nemesis con i suoi seguaci Decepticon insegue poi l’Arca di Optimus Prime e degli Autobot, andando all’arrembaggio di quest’ultima e portando il conflitto corpo a corpo fin dentro lo scafo dell’astronave dei rivali; a seguito di questi concitati eventi l'Arca precipita sulla Terra, conficcandosi alla base di un vulcano, dove tutti, Autobot e Decepticon, rimangono in uno stato di quiescenza per circa 4 milioni di anni.
A seguito dell'eruzione del vulcano nel 1984 Megatron e i suoi compagni vengono risvegliati per primi e riconfigurati per errore dal supercomputer Teletraan I in forme veicolari terrestri, nella maggior parte dei casi aerei caccia da guerra. Megatron, invece, da questo momento in poi si trasforma in una pistola Walther P38 grigio argento, anche se utilizza di rado tale configurazione, preferendo la sua forma robotica sia per deambulare che per librarsi in volo.
Nelle prime due stagioni del cartone animato, lo scopo di Megatron è combattere sulla Terra per ottenere energia ed inviarla al suo pianeta morente. Più volte dovrà vedersela anche con sottoposti insubordinati come Starscream, gli Insecticon, Astrotrain o Blitzwing.
Nel lungometraggio, Megatron lancia un attacco in grande scala contro Autobot (Autorobot) City sulla Terra, uccidendo Optimus Prime ma venendo gravemente danneggiato in battaglia. Starscream lo tradirà gettandolo insieme ai Seeker ed agli Insecticon, anch'essi danneggiati, nello spazio. Verranno ritrovati dal potente e malvagio Unicron, il divoratore di mondi, che li potenzierà aggiornandoli con forme migliori e più potenti in modo che distruggano la Matrice del Comando per lui. Megatron, ora Galvatron, tornerà a Cybertron riprendendo la leadership dei Decepticon ed ucciderà Starscream per il suo vile tradimento. Dopo una serie di vicissitudini, non riuscirà a distruggere la Matrice venendo pesantemente sconfitto da Rodimus Prime all'interno di Unicron: verrà infatti sopraffatto dal nuovo leader degli Autobot, e in seguito scagliato lontano nello spazio, mentre Unicron viene fatto esplodere e Cybertron inizia una nuova Età dell'Oro.
Nella terza stagione Galvatron (ora senza il controllo mentale di Unicron) riprenderà il comando dei Decepticon (quest'ultimi nascosti ed in conflitto l'un con l'altro sul pianeta Charr) e farà un'alleanza con i Quintesson per distruggere gli odiati Autobot. Dopo svariate avventure, Galvatron sarà costretto ad allearsi con Optimus Prime (ricostruito da un Quintesson) per combattere un'epidemia che rende instabili e bellicosi l'un l'altro tutti gli esseri dell'universo (denominata Piaga dell'Odio). Una volta eliminata l'epidemia, Galvatron sancirà una pace duratura con gli Autobot affermando che ormai tutti quanti hanno acquisito saggezza dalla Matrice del Comando (oggetto che ha reso possibile la fine della malattia).

#### Transformers: The Rebirth (1987)
In questa mini-serie di soli tre episodi (versione esclusivamente statunitense della quarta stagione del cartone originale) Galvatron annulla la pace che aveva promesso per rubare la chiave della "Camera dell'energia al Plasma" in modo da convertire il pianeta Cybertron in una bomba gigante che si dovrebbe schiantare contro Il Sole terrestre creando una supernova che distruggerebbe molti mondi della Via Lattea. Il piano fallisce: Cybertron inizia una nuova era di pace e Galvatron (a causa di un'onda d'urto creata dall'energia al plasma) finisce con tutti i suoi Decepticon agli angoli più estremi dell'universo. Dopo essersi organizzato, Galvatron giura di raccogliere energia dai vari pianeti sulla sua strada, costruire un mondo cento volte più potente di Cybertron, e dominare la galassia, ma il suo complice lascia intendere che non sarà facile al Decepticon.

### Transformers: Robots in Disguise(anime 2000)
Megatron appare anche in questa saga come antagonista principale della serie, ed è il leader dei Predacon. A differenza delle precedenti incarnazioni del personaggio, lo rende ancora più malvagio, spietato, pericoloso, diabolico, crudele, arrogante, ambizioso, barbarico, borioso, tirannico e assetato di potere, come il resto delle sue versioni, risorgerà con il nome di Galvatron grazie ad un tipo di energia.

### Trilogia Unicron(Transformers: Armada,Energon,Cybertron) (2002-2006)
Estremamente crudele e spietato, Megatron cercherà di impossessarsi dei Minicon una terza razza di Transformers che, uniti a un Autobot o a un Decepticon, risvegliano poteri nascosti e incredibili. Per questo si riapre la guerra cogli Autobot di Optimus Prime, conflitto che si era assopito per un breve lasso di tempo. Alla fine della 3ª serie Optimus combatte e sconfigge Galvatron, trasformazione di Megatron posseduto da Unicron.

### Transformers Animated (2007-2009)
Megatron appare in tutte e tre le stagioni, con l'intento di recuperare l'Allspark prima degli Autobot per farne un'arma adatta a vincere la guerra civile (citazione dal film di Michael Bay contemporaneo, o forse coincidenza). Subito viene tradito da Starscream che prova invano a ucciderlo e si scontra con Optimus Prime che sta trasportando l'Allspark sulla propria navicella: nello scontro che segue la nave precipita sulla Terra e Megatron, smembrato, viene trovato dal giovane Isaac Sumdac, che sfrutta la banca dati del robot per costruire un'azienda tecnologica. Nei 50 anni che seguono, Megatron rimane in stasi nel laboratorio di Sumdac e viene accidentalmente riattivato dalla chiave di Sari, figlia adottiva di Sumdac, la quale detiene i poteri dell'Allspark: scoperto il tradimento di Starscream, che frattanto ha proseguito la ricerca dell'Allspark, riesce a comunicare attraverso la tecnologia dei terrestri per procurarsi strumenti che ricostruiscano il suo corpo (un incarico a Nanosec) o alleati (plagiando i Dinorobot). Alla fine della prima stagione, riesce a ottenere la Chiave di Sari e risorgere e prende parte attivamente alla lotta con gli Autobot, uccidendo intanto Starcream, ma nello scontro che segue l'Allspark viene distrutto e Megatron si nasconde sulla Terra con alcuni Decepticon per ricuperarlo. La stagione successiva vede Megatron che, ripristinati i contatti con Cybertron e le sue colonie, riprende la guerra con gli Autobot finché non viene sconfitto e catturato.
Nella versione giapponese di Transformers Animated, la storia è stata modificata per renderlo un prequel al film cinematografico del 2007, Transformers. Ciò rende questa versione di Megatron la stessa del personaggio cinematografico.

### Continuità "Allineata"

#### Transformers: Prime (2010-2013)
Megatron è il leader del gruppo di Decepticon e antagonista principale della serie in CGI Transformers: Prime. Era originalmente un minatore denominato D-16, ma dopo anni di oppressione da parte del Senato di Cybertron, si ribellò e cominciò a prendere parte come gladiatore in incontri clandestini. In quel periodo tuttavia, conobbe Orion Pax (Optimus Prime ai tempi di allora) e vi strinse amicizia, avendo in comune di cambiare le sorti del pianeta. Megatronus (nome affibbiatogli dal pubblico durante i suoi incontri da gladiatore) aveva però in mente di controllare Cybertron con un pugno di ferro, mentre Orion aveva intenzione più pure, testimoniando il tutto davanti al Grande Consiglio, e fu proprio il discorso di Orion ad essere accolto, portando a Megatronus a covare rancore nei suoi confronti e a percorrere i suoi primi passi da Decepticon, passando da Megatronus a "Megatron", scatenando così la guerra e la caduta di Cybertron. Ricompare anni dopo nel remoto pianeta Terra, dopo aver trovato il suo sistema per sconfiggere gli Autobot definitivamente: l'Energon Oscuro. Dopo l'infusione di quest'ultimo nel suo sistema, i suoi occhi diventano uno sfarfallio tra il rosso e viola. Comandante dei Decepticon, torna dopo un lungo viaggio dove ha trovato l'Energon Oscuro, con cui cercherà di vincere la battaglia contro Optimus Prime e i suoi Autobot. Nei primi 5 episodi della serie si dichiara tornato dal viaggio a Starscream, annuncia di voler creare un esercito di robot animati dall'Energon oscuro ("Terrorcon") e fa costruire un ponte spaziale che permetta il reclutamento dei Decepticon sulla Terra: ma il ponte è abbattuto dalla squadra di Optimus Prime e Megatron scompare nell'esplosione. Starscream che assume il comando dei Decepticon però lo trova vivo grazie all'Energon oscuro e lo manda in coma per tenere i Decepticon sotto il proprio comando: tempo dopo, con uno stratagemma Megatron si procura altro Energon oscuro, perciò guarisce e punisce Starscream, riprendendo il trono della fazione Decepticon.
La serie prosegue con Megatron che guida i Decepticon alla ricerca di armi ed Energon per ricominciare la conquista di Cybertron, scontrandosi frequentemente con Starscream; per un certo tempo riesce anche a condurre Optimus dalla propria parte; il lavoro dei Decepticon tocca il suo apice alla fine della stagione 2, quando riesce a costruire una base sulla Terra spiazzando il team di Optimus. Alla fine della serie Megatron muore trafitto dalla Star Saber per mano di Bumblebee e il suo cadavere cade sulla Terra.
Nel lungometraggio Transformers Prime Beast Hunters: Predacons Rising torna in vita per mano di Unicron che lo riformatta in "Galvatron" e lo usa come "strumento di distruzione" per distruggere Cybertron. Ma "Galvatron" viene sconfitto da Optimus Prime che intrappola l'essenza di Unicron nello scrigno dell'Allspark. Megatron, dopo essere stato liberato, dice a Optimus di aver capito i suoi errori (quando era posseduto da Unicron, è stato torturato da quest'ultimo, fino a rendersi conto del vero significato del termine "oppressione"), annuncia apertamente lo scioglimento dei Decepticon e va in esilio.

#### Transformers: Robots in Disguise(2015-2017)
In questa serie Megatron non compare ma viene menzionato un paio di volte in alcuni episodi. Quando Megatronus Prime arriva sulla terra gli Autobot lo scambiano per Megatron ma Fixit rivelerà che lui non è Megatron dato che quest'ultimo prese il suo nome da Megatronus.

## Cinema

### Live-action
Nel capitolo iniziale della saga cinematografica diretto da Michael Bay nel 2007 Megatron è l'antagonista principale del primo film. La pace di Cybertron venne turbata dalla guerra per l'Allspark istigata da Megatron, ma gli Autobot scagliarono il cubo nello spazio facendolo arrivare sulla Terra, e per recuperarlo Megatron si schiantò sul Polo Nord dove rimase ibernato per centinaia di anni. Viene successivamente scoperto dalla squadra di esplorazione artica capitanata da Arcibald Witwicky, e poi trasferito in America da un corpo speciale della CIA, chiamato S7, per poi essere immesso in un laboratorio segreto all'interno della diga di Hoover, insieme all'Allspark e reso inoffensivo grazie alla criogenia. Il suo scopo era di ottenere il cubo per trasformare tutta la tecnologia del mondo in un esercito di Decepticon. Successivamente gli Autobot arrivano sulla Terra per distruggere il cubo, in modo che non cada in mani sbagliate. Quando Starscream attacca la base segreta lo scongela. Quando si trasforma diventa un jet da combattimento alieno. Nella battaglia finale a Mission City uccide Jazz e duella con Optimus Prime; infine Sam Witwicky fonde l'Allspark col suo petto, uccidendolo. I suoi resti vengono poi gettati nell'Abisso Laurenziano, insieme ai resti di altri Decepticon morti.
Nel sequel del 2009 Transformers - La vendetta del caduto, è l'antagonista secondario del secondo film, e viene riportato in vita grazie a un frammento dell'Allspark. Megatron, dopo la sua resurrezione, si trasforma sia in un carro armato alieno sia in un'astronave aliena. Da notare come nel film viene proposto il design di Megatron come appare nella serie animata Transformers Armada, che in seguito a un combattimento con Nemesis Prime si farà chiamare Galvatron. Durante il film serve fedelmente il suo malvagio maestro The Fallen, e riesce, aiutato da Grindor e Starscream, ad uccidere Optimus Prime, in modo da resuscitare il suo maestro. Nella battaglia finale in Egitto combatte assieme a Starscream e The Fallen contro gli Autobot, ma alla fine Optimus Prime viene resuscitato da Sam con la Matrice del Comando e si fonde con Jetfire. L'Autobot mutila e sfigura Megatron e poi uccide The Fallen (che voleva attivare una macchina che producesse Energon, spegnendo il Sole). Visto l'esito dello scontro, Starscream invita Megatron a fuggire.
Megatron compare di nuovo come antagonista secondario nel terzo film del 2011, in cui si trasforma in un semirimorchio armato arrugginito. Il leader dei Decepticon è rimasto danneggiato e indebolito dallo scontro in Egitto, e per curarsi si è rifugiato in Africa, dove viene spesso raggiunto da altri Decepticon, a cui dà l'ordine di uccidere tutti coloro che sanno dell'astronave cybertroniana atterrata sul lato nascosto della Luna negli anni sessanta. Si scopre che Sentinel Prime, durante la guerra su Cybertron si era alleato a Megatron per avere una tregua, ma che, mentre fuggiva con l'Arca, un incidente lo aveva fatto schiantare sulla Luna, e insieme a lui c'erano anche dei pilastri creati da lui e usati per il teletrasporto. Sentinel viene risvegliato da Optimus con la Matrice del Comando, ma tradisce e uccide Ironhide mentre gli altri Autobot riescono a fuggire, poi distrugge una base militare e porta centinaia di pilastri a Megatron, che dà l'ordine a tutti i Decepticon di piazzare i pilastri in tutto il mondo, per attirare Cybertron sulla Terra e farlo risorgere. Gli Autobot cercano di fermarlo, ma vengono ostacolati dai Decepticon e da Shockwave: la battaglia rade al suolo Chicago, ma alla fine i pilastri vengono distrutti, e con loro Cybertron che implode e tutte le astronavi dei Decepticon; successivamente Sentinel arriva vicino ad uccidere Optimus, ma Megatron sorprende alle spalle Sentinel e lo ferisce gravemente, poi dice a Optimus che lui è la sua nemesi e che possono stabilire una tregua, a patto che Megatron sia il sovrano della Terra, ma Optimus lo decapita e uccide poi Sentinel.
Ricompare di nuovo come antagonista terziario nel quarto film del 2014. Gli scienziati senza scrupoli fanno risorgere Megatron che si fa chiamare Galvatron e si trasforma in un camion Freightliner Argosy grigio e nero. 5 anni dopo la Battaglia di Chicago l'umanità ha perso ogni fiducia nei Transformers. La società robotica KSI ha comprato buona parte dei cadaveri dei Decepticon morti, con lo scopo di creare i propri Transformers per venderli all'esercito. Sfruttando i dati delle teste degli alieni morti, costruiscono i loro robot. Tra di essi vi è Galvatron, il robot più sofisticato mai costruito, sfruttando i dati della testa di Megatron. La sua mente sopravvissuta alla decapitazione da parte di Optimus Prime, però, ha sfruttato la KSI allo scopo di farsi costruire un nuovo corpo e un nuovo esercito, obbligando l'Autobot Brains, che era stato catturato dalla KSI per farsi aiutare a trasferire i dati dei robot nei droni artificiali, a dargli una mano. Venuto a conoscenza dell'alleanza tra l'agente CIA Attinger ed il cacciatore di taglie Lockdown per cacciare i Transformer sulla Terra, progetta di rubare il Seme, un'antica arma capace di tramutare una vasta area terrestre nel metallo elementare dei Transformer, che il cacciatore di taglie aveva promesso ad Attinger se avesse avuto Optimus Prime vivo. In seguito all'assalto degli Autobot alla base KSI a Chicago, Joshua viene convinto da Attinger ad attivare Galvatron ed un altro drone, Stinger. Nell'inseguimento, Galvatron, oramai divenuto una vera e propria reincarnazione di Megatron, attacca Prime per vendicarsi di lui. In seguito Lockdown cattura Prime e Galvatron e viene richiamato dalla KSI. Successivamente viene spostato a Pechino e lì il robot diventa autonomo e prende il controllo degli altri droni presenti. Li fa ribellare ai loro creatori e con essi parte alla volta di Hong Kong inseguendo Joshua, che ha ottenuto il Seme che Attinger aveva ricevuto da Lockdown. Gli Autobot, intanto, comprendono grazie ad Optimus, precedentemente liberato, che Megatron si è reincarnato in Galvatron e decidono di fermarlo. Arrivati anche loro a Pechino a bordo di un'astronave rubata a Lockdown, Galvatron la fa precipitare e ordina ai droni di prendere il Seme. Nonostante la superiorità numerica, Galvatron viene sconfitto da Optimus, che, guidando i Dinobot, elimina il suo esercito. Con l'arrivo di Lockdown, Galvatron si salva e fugge. Nel finale, si allontana sulle colline cinesi e dichiara indirettamente alla sua nemesi di essere risorto e che lo rincontrerà.
Megatron compare di nuovo come antagonista secondario nel quinto film del 2017.

### Animazione
Il personaggio ricomparirà nuovamente come secondo protagonista ed eroe nel primo film della serie d'animazione Transformers One (2024). In questo lungometraggio cinematografico sarà incentrato sull'evoluzione del rapporto tra lui e Optimus Prime (il cui suo vero nome è Orion Pax): all'inizio erano come fratelli e compagni d'armi prima di diventare acerrimi nemici, e il vero nome di Megatron è D-16.

## Videogiochi
Compare in numerosi videogiochi o come alleato o come nemico principale.